# 旅遊功績勳章
旅遊功績勳章（葡萄牙語：Medalha de Mérito Turístico）是澳門勳章、獎章和獎狀制度第二級別的榮譽，用以獎勵在推動和發展澳門旅遊業方面有重要貢獻的人士或實體。

## 授勳名單
2001年
- 澳門中旅（集團）有限公司

2002年
- 黃若禮
- 飛曼華

2003年
- 陳澤武
- 黃漢興

2004年
- 澳門中華媽祖基金會
- 澳門鮮魚行總會醉龍隊

2005年
- Andrew Walter Stow

2006年
- 周錦輝
- 梁燦光
- 關恩賜
- 澳門旅遊塔會展娛樂中心

2007年
- 李維士
- 黃錦泉

2008年
- 李淑英
- 旅遊學院

2009年
- 梁仲賢
- 信德中旅船務管理（澳門）有限公司

2010年
- 安棟樑
- 高培基

2011年
- 何猷倫
- 胡景光

2012年
- 呂耀東
- 沙利文有限公司

2013年
- 澳門格蘭披治大賽車委員會
- 安東尼奧

2014年
- 澳門航空股份有限公司
- 許文帛
- 劉雅煌
- 佳景集團企業管理有限公司

2015年
- 澳門國際機場專營股份有限公司
- 萬豪軒酒家
- 聯邦大酒樓
- 柯海帆

2016年
- 文綺華
- 盧子成

2017年
- 何猷龍
- 呂錫柱
- 林振國

2018年
- 西南飯店
- 六棉酒家

2019年
- 何超瓊

2020年
- 澳門旅遊商會
- 澳門旅行社協會
- 澳門旅遊業議會

2021年
- 十月初五餅家（澳門）有限公司

2022年
- 澳門酒店旅業商會

2023年
- 最香饼家手信有限公司

2024年
- 澳門酒店協會